# Saint-Romain, Charente
Saint-Romain là một xã ở tỉnh Charente phía tây nước Pháp. Xã này có diện tích 22,69 kilômét vuông, dân số năm 1999 là 512 người. Khu vực này có độ cao trung tu 54-168 mét trên mực nước biển.